# Гайгалс, Роберт
Роберт Гайгалс (латыш. Roberts Gaigals; 16 марта 1913, Тверь — 15 апреля 1982, Рига) — оберштурмфюрер СС Латышского добровольческого легиона СС, кавалер Рыцарского креста Железного креста.

## Биография
Родился 16 марта 1913 в Твери в семье латышских эмигрантов. В 1920 году с семьёй перебрался на родину, учился в Коммерческой школе имени В. Олова. В 1936 году призван в армию Латвии, служил в 9-м Резекненском пехотном полку, в 1937 году окончил курсы младших офицеров и произведён в капралы. Окончил в июле 1940 года Латвийскую военную академию, был произведён в лейтенанты и направлен в сапёрный полк. После присоединения Латвии к СССР возглавил взвод 181-й сапёрной дивизии.
После начала Великой Отечественной войны Гайгалс дезертировал и сбежал на сторону немцев, с 1943 года служил в Латышском добровольческом легионе СС. В мае 1944 года за службу награждён Железным крестом II класса, в июле — Железным крестом I класса, произведён в оберштурмфюреры СС. Командовал 6-й ротой 42-го ваффен-гренадерского полка 19-й ваффен-гренадерской (2-й латышской) дивизией СС, 5 мая 1945 награждён Рыцарским крестом Железного креста. После капитуляции группировки немецких войск в Курляндском котле попал в советский плен, за службу на стороне немцев был выслан в Магадан. Вернулся в Латвию в 1954 году.
Скончался 15 апреля 1982 в Риге.

### Архивы
- LVVA 1471-1-85-593.;
- «Latviešu karavīrs otrā Pasaules karā», Trimdā, 1970/1989.;
- «Latviešu Dzelzskrustnieki», R., 2005.;
- V. Eichenbauma arhīvs # 5036.